# Eumelasina ardua
Eumelasina ardua är en fjärilsart som beskrevs av Igor Kozhanchikov 1956. Eumelasina ardua ingår i släktet Eumelasina och familjen säckspinnare. Inga underarter finns listade i Catalogue of Life.